# Governo Balkenende II
Il Governo Balkenende II è stato il sessantacinquesimo esecutivo dei Paesi Bassi, in carica per 3 anni, 2 mesi e 12 giorni, dal 27 maggio 2003 al 7 luglio 2006 (sebbene dimissionario dal 3 luglio 2006), guidato dal Ministro-presidente Jan Peter Balkenende. Esso si formò in seguito alle elezioni del 2002.

## Caduta del governo
Il principio della crisi di governo ebbe inizio il 30 giugno 2006, quando i D66 votarono a favore (sebbene senza esiti concreti) di una mozione di sfiducia presentata dalle opposizioni contro il ministro dell'immigrazione Rita Verdonk: ciò, infatti, scatenò nella maggioranza forti malumori e accuse reciproche che culminarono, il successivo 3 luglio, nel ritiro dei ministri del D66 e nell’abbandono, da parte dello stesso, della coalizione di governo. 
Il Ministro-Presidente Balkenende, dunque, preso atto del passaggio ufficiale all'opposizione degli ormai ex-alleati e della trasformazione dell’esecutivo in un fragile governo di minoranza, si presenta dalla regina Beatrice, dove rassegna le dimissioni dell'intero governo. Quest'ultima, accettatele, invita comunque il capo del governo a restare in carica per disbrigo degli affari correnti ed urgenti, annunciando tuttavia, il giorno seguente, che lo scioglimento della Camera dei rappresentanti non sarebbe stato possibile per via dell’impossibilità costituzionale dei governi dimissionari di approvare il bilancio dello Stato, altamente necessario per la stabilità finanziaria del paese. 
In virtù di tali problematiche, dunque, la sovrana decise di optare per la formazione di un nuovo governo, anche se di minoranza, ma non dimissionario, affinché fosse in carica con pieni poteri deliberativi. Per questo, incaricò nuovamente il premier uscente di formare un “esecutivo di fine legislatura” che negoziasse di volta in volta le misure urgenti da approvare. Così, il 7 luglio, dopo tre giorni di trattative, il premier incaricato presentò la lista dei ministri, giurando con il nuovo governo.

## Situazione parlamentare
Al momento del giuramento del governo, il 27 maggio 2003:
| Camera       | Collocazione | Partiti                                             | Seggi    |
| ------------ | ------------ | --------------------------------------------------- | -------- |
| Tweede Kamer | Maggioranza  | CDA (44), VVD (28), D66 (6)                         | 78 / 150 |
| Tweede Kamer | Opposizione  | PvdA (42), SP (9), LPF (8), GL (8), CU (3), SGP (2) | 72 / 150 |

Al momento della caduta del governo, il 3 luglio 2006:
| Camera       | Collocazione | Partiti                                                               | Seggi    |
| ------------ | ------------ | --------------------------------------------------------------------- | -------- |
| Tweede Kamer | Governo      | CDA (44), VVD (27)                                                    | 71 / 150 |
| Tweede Kamer | Opposizione  | PvdA (42), SP (9), LPF (8), GL (8), D66 (6), CU (3), SGP (2), N-I (1) | 79 / 150 |

## Composizione
Appello Cristiano Democratico (CDA)
     Partito Popolare per la Libertà e la Democrazia (VVD)
     Democratici 66 (D66)
| Carica o ministero                                              | Titolare | Titolare | Titolare                                                | Partito |
| --------------------------------------------------------------- | -------- | -------- | ------------------------------------------------------- | ------- |
| Ministro-Presidente Affari generali                             |          |          | Jan Peter Balkenende                                    | CDA     |
| Primo Vice Ministro-Presidente Finanze                          |          |          | Gerrit Zalm                                             | VVD     |
| Secondo Vice Ministro-Presidente                                |          |          | Thom de Graaf (fino al 23 marzo 2005)                   | D66     |
| Secondo Vice Ministro-Presidente                                |          |          | Laurens Jan Brinkhorst (dal 23 marzo 2005)              | D66     |
| Relazioni interne e del Regno                                   |          |          | Thom de Graaf (fino al 23 marzo 2005)                   | D66     |
| Relazioni interne e del Regno                                   |          |          | Alexander Pechtold (dal 23 marzo 2005 al 3 luglio 2006) | D66     |
| Affari economici                                                |          |          | Laurens Jan Brinkhorst (fino al 3 luglio 2006)          | D66     |
| Affari esteri                                                   |          |          | Jaap de Hoop Scheffer (fino al 3 dicembre 2003)         | CDA     |
| Affari esteri                                                   |          |          | Ben Bot (dal 3 dicembre 2003)                           | CDA     |
| Giustizia                                                       |          |          | Piet Hein Donner                                        | CDA     |
| Difesa                                                          |          |          | Henk Kamp                                               | VVD     |
| Affari sociali ed Occupazione                                   |          |          | Aart Jan de Geus                                        | CDA     |
| Salute, Welfare e Sport                                         |          |          | Hans Hoogervorst                                        | VVD     |
| Istruzione, Cultura e Scienza                                   |          |          | Maria van der Hoeven                                    | CDA     |
| Trasporti e Gestione dell'acqua                                 |          |          | Karla Peijs                                             | CDA     |
| Abitazioni, Pianificazione territoriale ed Ambiente             |          |          | Sybilla Dekker                                          | VVD     |
| Cooperazione allo sviluppo                                      |          |          | Agnes van Ardenne                                       | CDA     |
| Integrazione, Riabilitazione, Prevenzione e Giustizia giovanile |          |          | Rita Verdonk                                            | VVD     |